# Вердефиоре II (Мачерата)
Вердефиоре II је насеље у Италији у округу Мачерата, региону Марке.
Према процени из 2011. у насељу је живело 36 становника. Насеље се налази на надморској висини од 252 м.